# John-Étienne Chaponnière
Jean-Élie Chaponnière, conocido como John-Étienne Chaponnière (Ginebra, 11 de julio de 1801 - Monnetier-Mornex, 19 de junio de 1835), fue un escultor svizzero.

## Datos biográficos
Gechter fue alumno de James Pradier. Es autor de uno de los bajorrelieves del Arco del Triunfo de París.

## Obras
Principales obras de John-Étienne Chaponnière:
- 1828: Dafnis y Cloe, Villa Vauban en Luxemburgo
- 1833: La caída de Alejandría, Arco del Triunfo de París
- 1834: David y Goliat, Parc des Bastions en Ginebra

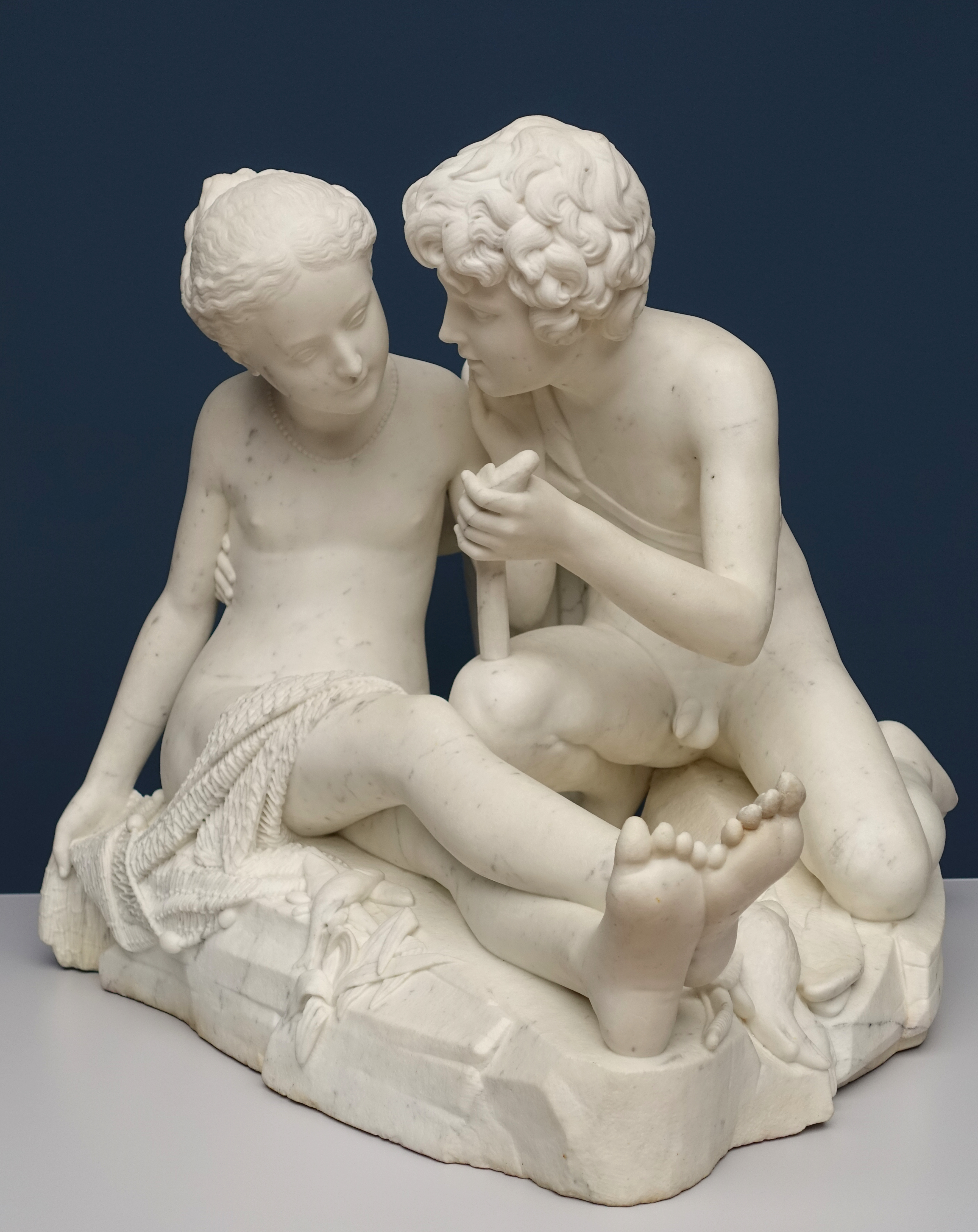
Dafnis y Cloe, Villa Vauban en Luxemburgo, 1828
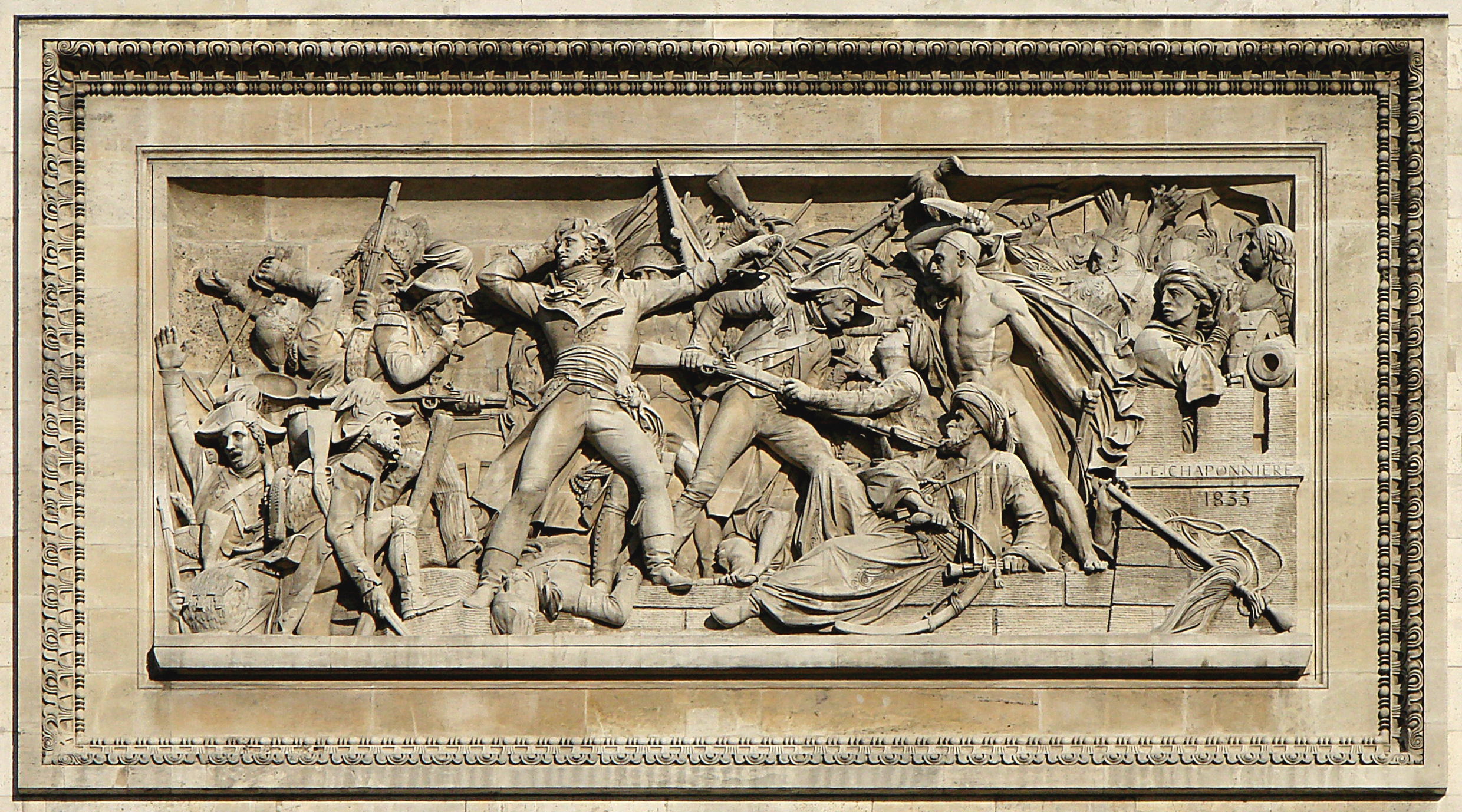
La caída de Alejandría, Arco del Triunfo de París, 1833
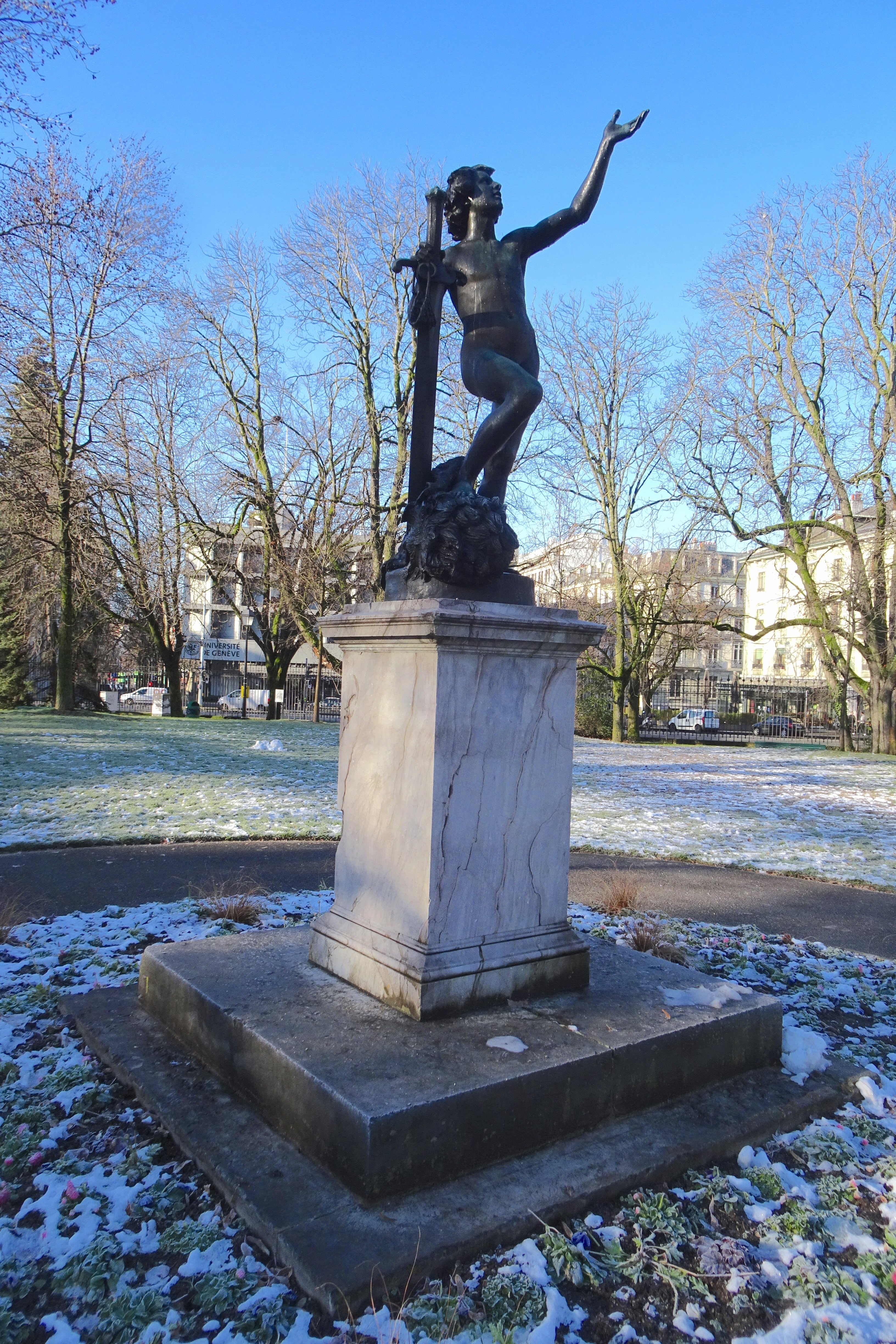
David y Goliat, Parc des Bastions en Ginebra, 1834